# Tour du Gévaudan Occitanie femmes
Die Tour du Gévaudan Occitanie femmes ist ein Straßenradrennen für Juniorinnen in Frankreich.
Das Etappenrennen wird in dieser Form seit 2021 ausgetragen und ist Bestandteil des UCI Women Junior Nations’ Cup. Zuvor gab es von 1973 bis 2018 mit Unterbrechungen die Tour du Gévaudan Occitanie, ein Etappenrennen für Männer, und 2019 und 2020 ein Eintagesrennen für Frauen. Das Rennen findet jährlich im Mai statt, die Strecke führt in zwei Etappen durch das Massif Central im Gebiet um die Stadt Mende.

## Palmarès
- 2021  Linda Riedmann
- 2022  Églantine Rayer
- 2023  Federica Venturelli
- 2024  Cat Ferguson